# Kennecott Utah Copper rail line
Le Kennecott Utah Copper rail line (KUC) est un chemin de fer minier appartenant à la société Kennecott Utah Copper Corporation, elle-même devenue filiale du géant britannique Rio Tinto. 

## Histoire

### Période Bingham and Garfield Railway
La Kennecott Mines Company, baptisée (avec une erreur d'orthographe) du nom de l'explorateur et naturaliste Robert Kennicott, fut créée en Alaska en 1906 par Stephen Birch. En 1915, la Kennecott Copper Corporation fit l'acquisition de 25 % des parts de l'Utah Copper Company, avant de prendre le contrôle total en 1936.
Il fut créé en 1948 pour reprendre le Bingham and Garfield Railway (B&G) lequel avait été créé en 1911, pour remplacer les deux embranchements du Denver and Rio Grande Railroad appelés Bingham Branch et Garfield Beach Extension qui ne donnaient pas entière satisfaction. La ligne électrifiée du B&G reliait la mine de Bingham Canyon à Garfield où se trouvait le haut fourneau. 
En 1941, la Kennecott Copper Corporation renomma la mine de Bingham Canyon en Utah Copper Division.

### Période Kennecott Utah Copper Corporation
Cette nouvelle ligne disposait d'un contrôle centralisé du trafic permettant d'augmenter la sécurité et d'accroître la vitesse des lourds convois. 
La décennie des années 1950 débuta avec la mise en place d'un processus d'affinage électrolytique à Garfield. Ce procédé  produisait des cathodes en cuivre, des lingots d'or, des barres d'argent, et du sélénium de qualité commerciale (utilisé pour les appareils électroniques). En 1958 débuta la construction du troisième tunnel ferroviaire dans la mine. Kennecott racheta à l'American Smelting and Refining Company (ASARCO) sa fonderie de Garfield. Depuis des décennies, le Kennecott Utah Copper rail line détient le record de la plus grande densité de trafic et du plus grand tonnage transporté de tous les chemins de fer industriels au monde.
À partir de 1976, les locotracteurs électriques en service dans la mine elle-même, furent remplacées par des diesels. Puis en 1979, la diesélisation fut étendue aux anciennes locomotives électriques (construites en 1947) qui reliaient la mine aux fonderies.
En 1963, la mine de Bingham avait produit environ 8 millions de tonnes de métal. À cette époque Kennecott Utah Copper décida d'étendre la mine, ce qui déclencha le compte à rebours du démantèlement des villes de Bingham et Lark pour faire de la place à ce nouveau projet. 
Dans les années 1970 l'industrie du cuivre commença à décliner. En 1978, la nouvelle cheminée de la fonderie de Garfield pouvait récupérer jusqu'à 94 % de ses émissions de soufre.
L'année 1980 marqua le début de la récession mondiale du cuivre. La Standard Oil of Ohio (SOHIO) racheta Kennecott en 1981, laquelle comptait plus de 7 500 employés. British Petroleum prit le contrôle total de SOHIO en 1987, et Kennecott fut rattachée à sa filiale BP Minerals America. En 1988 Kennecott annonça un plan de modernisation de 400 millions de dollars. En 1989, une autre compagnie britannique, RTZ Corporation (futur Rio Tinto), racheta les parts détenues par BP, et renomma la compagnie Kennecott Corporation. Le groupe ne comptait plus que 2 240 employés. 
Kennecott Corporation produit annuellement 250 000 tonnes de cuivre, 350 000 onces d'or, 70 tonnes d'argent, 3 600 tonnes de molybdène. C'est la plus grosse production de cuivre au monde, et la plus efficace. La mine mesure actuellement 4 km de long pour une profondeur de 800 m ; c'est la plus grande mine à ciel ouvert au monde.

## Les cités ouvrières
En 1955 Kennecott vendit les villes de Garfield et Copperton à une société immobilière. Garfield fut démantelé, et certaines maisons furent déplacées vers Magna. Les maisons de Copperton furent vendues à des particuliers. La ville est désormais inscrite sur le Registre national des lieux historiques.
À la suite du développement de la mine, la ville de Bingham cessa d'exister en 1971, suivie quelques années après par celle de Lark. 